# Мороз, Анатолий Михайлович
Анато́лий Миха́йлович Моро́з (род. 6 февраля 1948, Бердичев, Житомирская область) — советский легкоатлет, специалист по прыжкам в высоту. Выступал за сборную СССР по лёгкой атлетике в 1960-х годах, чемпион Европейских легкоатлетических игр в помещении, обладатель серебряной медали Европейских юниорских легкоатлетических игр, призёр первенств всесоюзного значения. Мастер спорта СССР международного класса.

## Биография
Анатолий Мороз родился 6 февраля 1948 года в городе Бердичеве Житомирской области Украинской ССР.
Начал заниматься лёгкой атлетикой в 1961 году, проходил подготовку под руководством заслуженного тренера СССР Виталия Алексеевича Лонского. Состоял в добровольном спортивном обществе «Авангард» (Киев).
Впервые заявил о себе на всесоюзном уровне в сезоне 1965 года, когда в прыжках в высоту выиграл бронзовую медаль на чемпионате СССР в Алма-Ате — с результатом 2,10 уступил здесь только Андрею Хмарскому и Сергею Мартынову.
В 1966 году на Европейских юниорских легкоатлетических играх в Одессе прыгнул на 2,03 метра и завоевал серебряную награду.
В 1967 году с личным рекордом 2,17 одержал победу на Европейских легкоатлетических играх в помещении в Праге.
В июне 1969 года на соревнованиях в Киеве установил свой личный рекорд на открытом стадионе 2,17 метра.
За выдающиеся спортивные достижения удостоен почётного звания «Мастер спорта СССР международного класса».